# 普羅什塔尼亞灣
普羅什塔尼亞灣是南極洲的海灣，位於毛德皇后地沿岸，該海灣根據挪威探險隊拍攝的空中照片被繪入地圖，現時由南極條約體系管理。
70°10′S 4°20′E / 70.167°S 4.333°E